# 増山浩史
増山 浩史（ますやま ひろふみ、1966年7月 - ）は、日本の実業家、慈善活動家、宗教家。フジスタッフ株式会社の代表取締役会会長兼社長であった。
現在は21世紀キリスト教会の主任牧師を務める。

## 来歴
栃木県宇都宮市に生まれる。
父はフジスタッフホールディングスの創業者。1990年にウエストバージニア大学を卒業後、フジスタッフホールディングスに入社。2010年にフジスタッフホールディングスがTOB（株式公開買い付け）によりランスタッドHDによって買収後、同社の役職を退く。後に21世紀キリスト教教会（東京都渋谷区広尾）を開き、同教会の主任牧師を務める。
| スタブアイコン | サブスタブ | この項目は、まだ閲覧者の調べものの参照としては役立たない、人物に関連した書きかけの項目です。この項目を加筆・訂正などしてくださる協力者を求めています（P:人物伝/PJ:人物伝）。 |